# 2196 Ellicott
2196 Ellicott هو كويكب، يقع ضمن حزام الكويكبات. اكتشف في 29 يناير 1965.

## روابط خارجية
- 2196 Ellicott في قاعدة بيانات مختبر الدفع النفاث لأجرام النظام الشمسي الصغيرة

- الاكتشاف · مخطط المدار ·  العناصر المدارية · المعلمات المادية

- 2196 Ellicott على موقع ويكي سكاي: DSS2, SDSS, GALEX, IRAS, Hydrogen α, X-Ray, Astrophoto, Sky Map, Articles and images